# Огненнобрюхий тритон
Огненнобрюхий тритон (лат. Cynops pyrrhogaster) — вид тритонов из рода восточноазиатских тритонов (лат. Cynops) отряда хвостатых земноводных.

## Описание
Животные могут достигать 14 сантиметров в длину. Спина и бока имеют шоколадную окраску, брюхо самцов — огненно-красное, а самок — огненно-оранжевое.

## Ареал и места обитания
Эндемик Японии. В дикой природе этот вид тритона живёт на островах Хонсю, Сикоку и Кюсю, населяя водоёмы с чистой и прохладной водой. Ведут преимущественно водный образ жизни, хотя и могут выходить на сушу.

## Питание
Питаются червями, личинками, насекомыми, слизнями и другими беспозвоночными.

## Содержание в аквариуме
Способность постоянно находиться в воде обусловила популярность данного вида амфибий у аквариумистов, однако у российских любителей эти животные крайне редки. Продаваемые в зоомагазинах и на рынках под видом «С. pyrrhogaster» тритоны на самом деле являются C. orientalis.
Животные весьма активны, постоянно находятся в движении, однако аквариумных рыб не трогают.
Условия содержания: аквариум с мягкой и слабокислой водой. Уровень от 10 до 50 см, на поверхности желательно иметь плотик, куда животных будут иногда выбираться. Рекомендуемая температура воды не более 25 градусов, хотя возможно кратковременное повышение до 28—30 градусов.

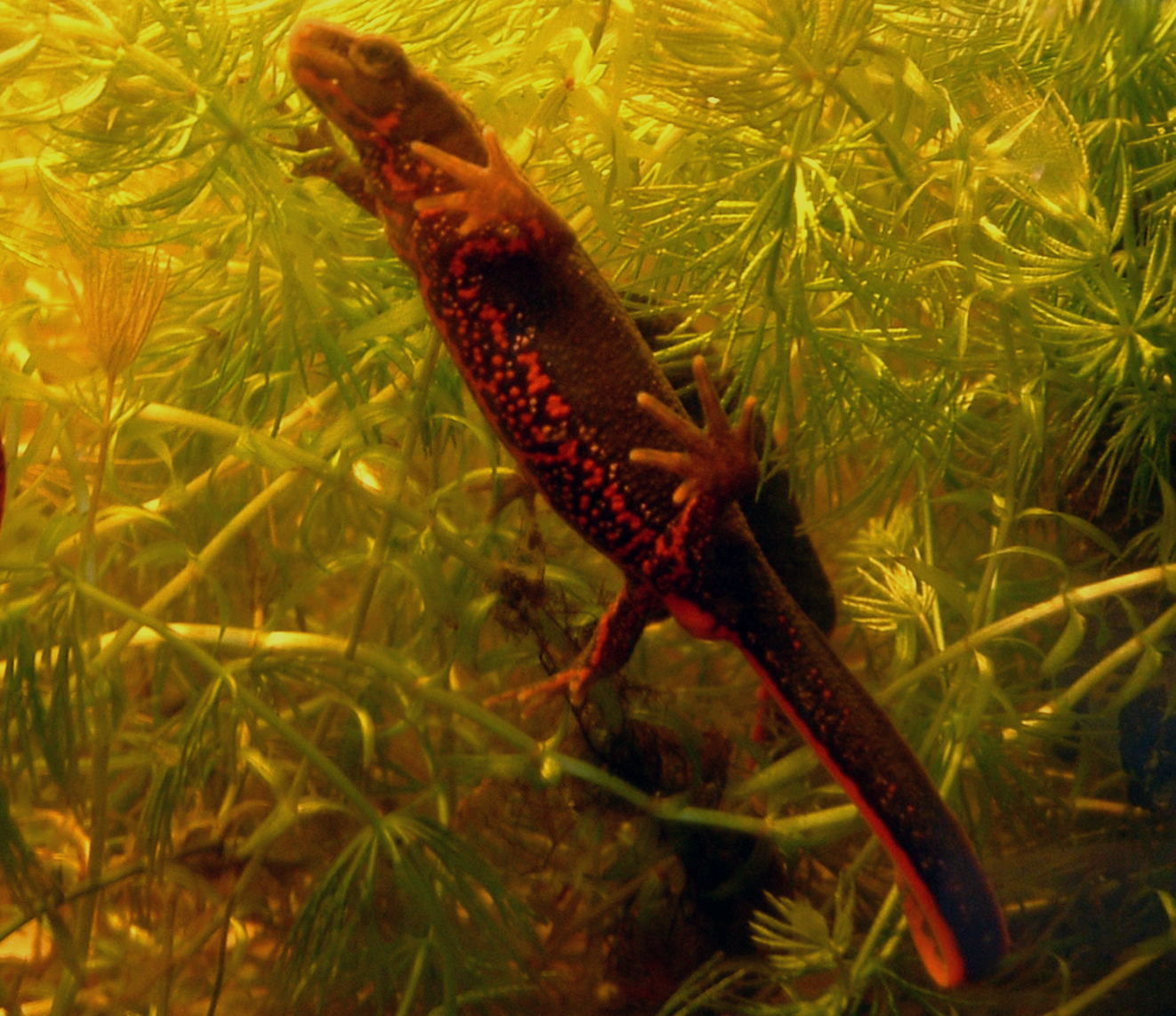
Самка огненнобрюхого тритона в аквариуме

После искусственной зимовки (содержание в течение 2—3 месяцев при температуре 6—10 градусов животных можно поместить в засаженный растениями аквариум для размножения. После спаривания самка откладывает яйца, которые прикрепляет задней ногой к листьям растений, после чего родителей удаляют из аквариума.
Вода в ёмкости с икрой должна быть свежая, желательно аэрация (в природе тритоны откладывают яйца в проточной воде), температура 18—20 градусов. Через 1—2 недели из икринок вылупляются личинки размером около 5 мм, которых рекомендуется кормить мелкими дафниями, а чуть позже резанным трубочником. Через 4—5 недель животные проходят метаморфоз, после которого выбираются на сушу. Через 2 месяца они могут снова вернуться в воду.